# Katrin Krüger
Katrin Krüger   (Groß Schönebeck, 10 d'abril de 1959), posteriorment coneguda com a Katrin Mietzner, fou una jugadora d'handbol alemanya que va competir sota bandera de la República Democràtica Alemanya durant les dècades de 1970 i 1980.
El 1978 va guanyar el Campionat del món d'handbol que es va disputar a Txecoslovàquia. Dos anys més tard va prendre part en els Jocs Olímpics de Moscou, on guanyà la medalla de bronze en la competició d'handbol. El 1990 va guanyar la medalla de bronze al mundial  disputat a Corea del Sud.
El 1978, 1979, 1980, 1981 i 1983 fou la màxima golejadora de la lliga de la RDA. El 1981 i 1982 fou escollida jugadora de l'any.